# (16409) 1986 CZ1
A (16409) 1986 CZ1 a Naprendszer kisbolygóövében található aszteroida. Henri Debehogne fedezte fel 1986. február 12-én.